# Пик Сити (Северна Дакота)
Пик Сити (енгл. Pick City) град је у америчкој савезној држави Северна Дакота.

## Демографија
По попису из 2010. године број становника је 123, што је 43 (-25,9%) становника мање него 2000. године.
| Група             | 2000.       | 2010.       |
| Белци             | 145 (87,3%) | 121 (98,4%) |
| Афроамериканци    | 0 (0,0%)    | 0 (0,0%)    |
| Азијати           | 0 (0,0%)    | 0 (0,0%)    |
| Хиспаноамериканци | 0 (0,0%)    | 1 (0,8%)    |
| Укупно            | 166         | 123         |